# First State
Sander van Dien, plus connu sous le nom de scène First State, est un disc-jockey néerlandais né le 4 mai 1981.
À l'origine un duo, First State devint le pseudo de Sander van Dien en 2012 après le départ de Shane Halcon du groupe.

## Discographie

### Singles
Seuls les singles sortis depuis novembre 2012 figurent dans la liste ci-dessous :
- 2013: Seeing Stars [Magik Muzik]
- 2013: Battle of Hearts [Magik Muzik]
- 2013: Lourdes [Magik Muzik]
- 2014: Take the Fall [Magik Muzik]
- 2014: Scube [Big & Dirty (Be Yourself Music)]
- 2014: Where You Are [Magik Muzik]
- 2014: Get Low [Big & Dirty (Be Yourself Music)]
- 2015: I Am You (avec Tom Swoon) [Ultra]
- 2016 : Chimera (avec Eximinds) [A State Of Trance]

### Remixes
- 2013 : DJ Ton T.B. - Dream Machine (First State Remix) [ARVA]
- 2013 : Spencer & Hill, Lindsay Nourse - Washed Out Road (First State Remix) [Bazooka Records]
- 2013 : Paul Oakenfold, Disfunktion, Spitfire - Beautiful World (First State Remix) [Perfecto Records]
- 2015 : Armin van Buuren, Kensington - Heading Up High (First State Remix) [Armada Music]